# The Show
The Show (hangul: 더 쇼) är ett sydkoreanskt TV-program som direktsänds varje tisdag på SBS MTV.

## Beskrivning
Varje vecka framträder utvalda artister live på scen med sina nya låtar i programmet och tävlar om första plats. Fem av de medverkande artisterna nomineras till att vinna genom ett poängsystem som utgår från aktivitet av K-pop-fans i Sydkorea och Kina. 30% av poängen är baserade på liveomröstning, varav hälften är SMS-röster från Sydkorea och hälften är röster via den kinesiska webbplatsen Tudou. Resterande 70% av poängen är baserade på albumförsäljning och digital försäljning i Sydkorea (35%), samt antal visningar av musikvideon på Tudou (35%).
Tillsammans med liknande program som sänds under veckan på andra TV-kanaler är The Show en av de främsta plattformarna för marknadsföring av ny musik i Sydkorea. Redan etablerade skivbolag och artister har större chans att få medverka i programmen då det bland annat ger högre tittarsiffror.

## Flest vinster

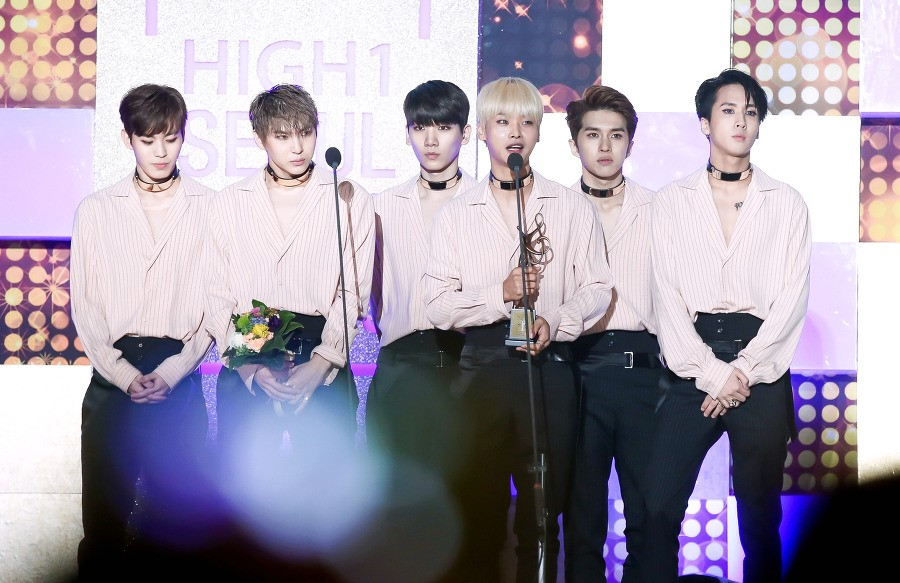
Pojkbandet VIXX har vunnit The Show fler gånger än någon annan artist, totalt 12 veckor.

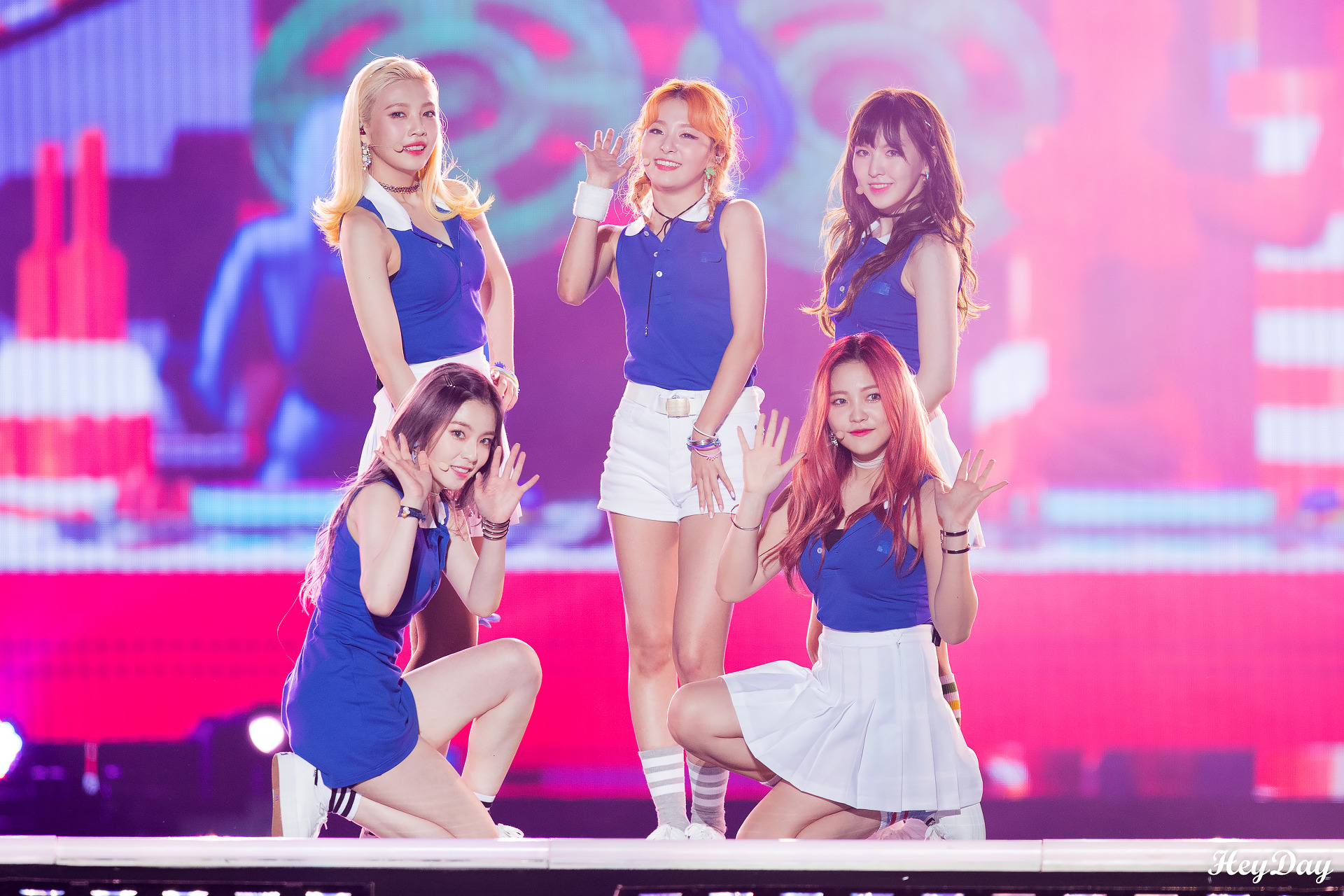
Red Velvet är en av de mest framgångsrika tjejgrupperna i programmet med 6 vinster.

| Plats | Artist       | Antal | Debut |
| ----- | ------------ | ----- | ----- |
| 1     | VIXX         | 12    | 2012  |
| 2     | Got7         | 7     | 2014  |
| 3     | Red Velvet   | 6     | 2014  |
| 3     | GFriend      | 6     | 2015  |
| 4     | CNBLUE       | 4     | 2009  |
| 4     | EXID         | 4     | 2012  |
| 4     | Bangtan Boys | 4     | 2013  |
| 5     | FTISLAND     | 3     | 2007  |
| 5     | Apink        | 3     | 2011  |
| 5     | B.A.P        | 3     | 2012  |
| 5     | Jonghyun     | 3     | 2015  |
| 5     | NCT Dream    | 3     | 2016  |

## Liknande program
- Show Champion — onsdagar på MBC Music
- M! Countdown — torsdagar på Mnet
- Simply K-pop — fredagar på Arirang TV
- Music Bank — fredagar på KBS
- Show! Music Core — lördagar på MBC
- Inkigayo — söndagar på SBS